# 4217 Engelhardt
A 4217 Engelhardt (ideiglenes jelöléssel 1988 BO2) a Naprendszer kisbolygóövében található aszteroida. Carolyn Shoemaker fedezte fel 1988. január 24-én.